# Mauser
Mauser, khi mới thành lập có tên Königliche Waffen Schmieden, là một công ty sản xuất vũ khí danh tiếng của Đức. Họ chuyên sản xuất các dòng súng trường và súng ngắn bán tự động từ năm 1871 để cung cấp cho các lực lượng vũ trang Đức. Vào cuối thế kỷ 19 và đầu thế kỷ 20, các thiết kế của Mauser cũng đã được xuất khẩu và cấp phép cho một số lượng lớn các quốc gia sử dụng chúng làm vũ khí thể thao quân sự và dân sự.
Một trong những sản phẩm nổi tiếng nhất của nhà máy là Karabiner 98k. Mauser Kar98k nói riêng đã được sử dụng và sao chép rộng rãi, và là nền tảng của nhiều súng trường hành động bu-lông thể thao ngày nay.